# Burlington (Ontario)
Burlington – miasto (ang. city) w Kanadzie, w prowincji Ontario, w regionie Halton.

## Dane ogólne
Centrum handlowe rejonu warzywnictwa i sadownictwa. Znany ogród botaniczny.
Rozwinięty przemysł spożywczy, chemiczny, drzewny, metalowy oraz obuwniczy.

## Demografia
Liczba mieszkańców Burlington wynosi 164 415. Język angielski jest językiem ojczystym dla 81,9%, francuski dla 1,8% mieszkańców (2006).

## Kultura
- Silverstein – grupa muzyczna

## Współpraca
- Apeldoorn, Holandia
- Itabashi, Japonia
- Burlington, Stany Zjednoczone
- Burlington, Stany Zjednoczone
- Myrtle Beach, Stany Zjednoczone

## Galeria

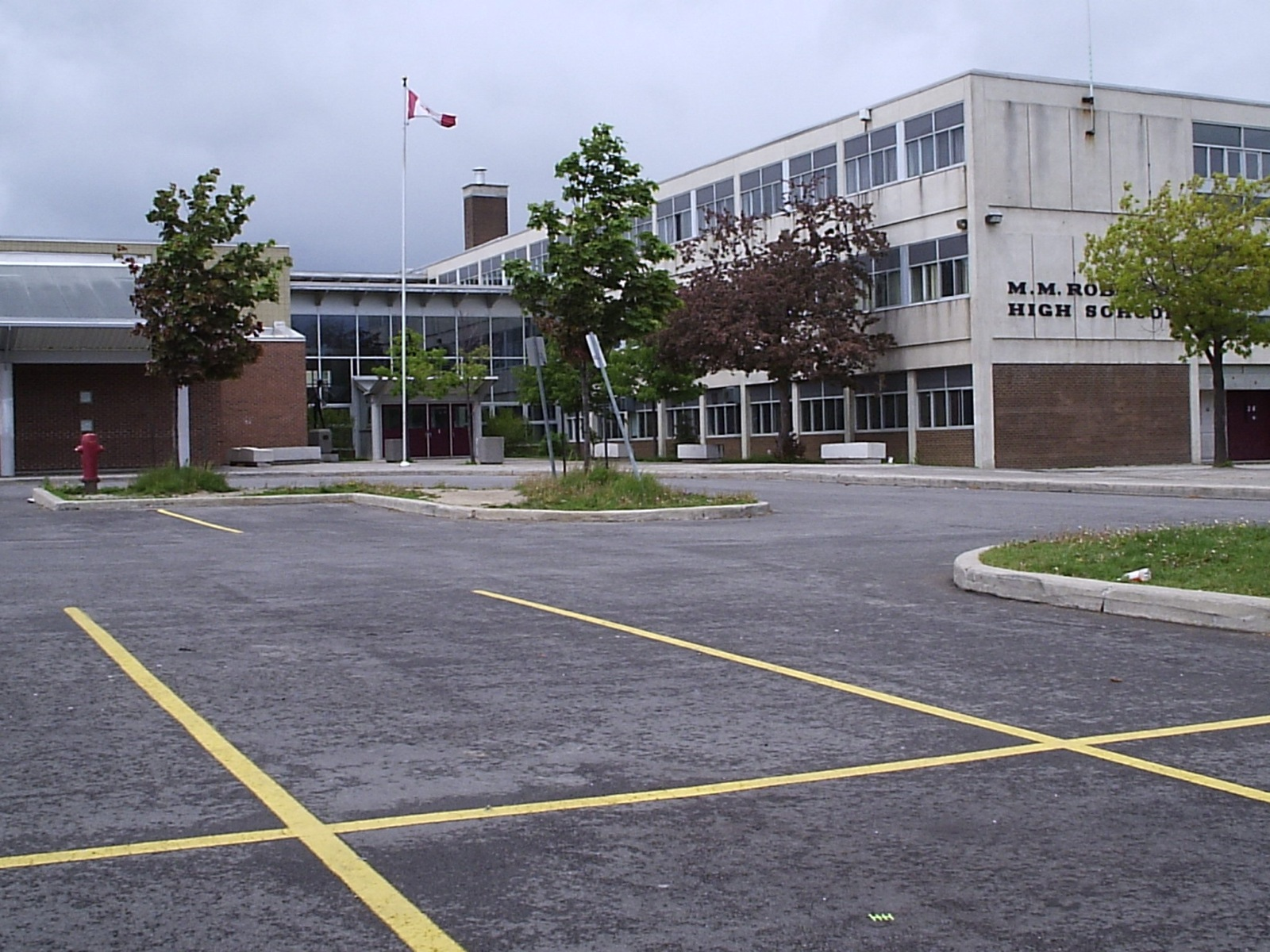
Szkoła średnia im. MM Robinsona
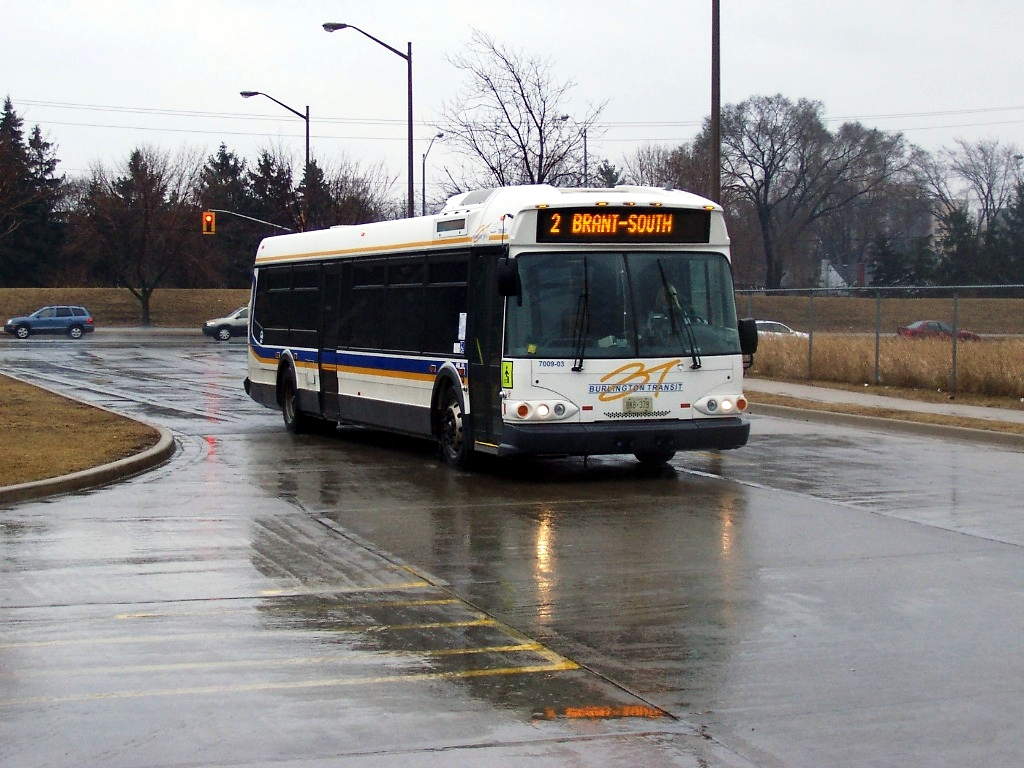
Autobus miejski